# Seznam školských zařízení v Mostě
Toto je seznam školských zařízení ve městě Most.

## Mateřské školy
- Mateřská škola Hutnická 2938 [1]
- Mateřská škola Růžova 1427 [2]
- Mateřská škola Antonína Sochora 2937
- Mateřská škola Lidická 44 [3]

odloučené pracoviště Františka Malíka 974
odloučené pracoviště Zdeňka Fibicha 2822
odloučené pracoviště Marie Pujmanové 2535
odloučené pracoviště K. H. Borovského 1145
odloučené pracoviště Františka Kmocha 1820
odloučené pracoviště Bělehradská 532
odloučené pracoviště K. J. Erbena 587
odloučené pracoviště Komořanská 799
odloučené pracoviště Jana Kříže 847
odloučené pracoviště Albrechtická 503
odloučené pracoviště U Cáchovny 2738
odloučené pracoviště Zahradní 1741
odloučené pracoviště Vítězslava Nezvala 2648
odloučené pracoviště Antonína Dvořáka 2429

## Základní školy
- 1. základní škola - Základní škola, ul. Svážná 2342 [4]
- 2. základní škola - (již nepůsobí) Základní škola Dr. E. Beneše, ul. Aloise Jiráska 1887
- 3. základní škola - Základní škola, ul. U Stadionu 1028 [5]
- 4. základní škola - Základní škola, ul. Václava Talicha 1855 [6]
- 5. základní škola - Základní škola, ul. Zlatnická 186 [7]
- 6. základní škola - (již nepůsobí) Základní škola, ul. Vladimíra Majakovského 2343 (dnes druhá budova Podkrušnohorského gymnázia Most)
- 7. základní škola - Základní škola, ul. Jakuba Arbesa 2454 [8]
- 8. základní škola - Základní škola, ul. Vítězslava Nezvala 2614 [9]
- 9. základní škola - (již nepůsobí) Základní škola, ul. Pionýrů 2806
- 10. základní škola - Základní škola, ul. Zdeňka Štěpánka 2912 [10]
- 11. základní škola - Základní škola, ul. Obránců míru 2944 [11]
- 12. základní škola - (již nepůsobí) Základní škola, ul. Zdeňka Fibicha 2778
- 13. základní škola - (již nepůsobí) Základní škola, ul. Eduarda Basse 1142
- 14. základní škola - Základní škola, ul. Rozmarýnová 1692 [12]
- 15. základní škola - Základní škola, ul. Jana Amose Komenského 474 [13]
- 16. základní škola - (již nepůsobí) Základní škola, ul. Albrechtická 414 [14]
- 17. základní škola - (již nepůsobí) Základní škola, ul. Okružní 960 (dříve sídlo Domu dětí a mládeže), dnes již neexistuje budova školy zbourána
- 18. základní škola - Základní škola, ul. Okružní 1235 [15]
- Základní škola speciální, Základní škola praktická a Praktická škola Most [16]
- Základní škola profesora Zdeňka Matějčka, ul. Zdeňka Štěpánka 340 [17]

### Základní umělecké školy
- Základní umělecká škola Most, ul. Moskevská 13 [18]
- Základní umělecká škola F. L. Gassmanna, ul. Obránců míru 2364

## Střední školy
- Podkrušnohorské gymnázium Most [19]
- Soukromá hotelová škola Bukaschool [20]
- Soukromá střední škola pro marketing a ekonomiku podnikání Most [21]
- Soukromé střední odborné učiliště LIVA [22]
- Střední odborná škola InterDACT [23]
- Střední odborná škola podnikatelská [24]
- Střední průmyslová škola Most [25]
- Střední škola gastronomie a služeb Most [26]
- Střední škola technická Most [27]
- Vyšší odborná škola ekonomická, sociální a zdravotnická, Obchodní akademie, Střední pedagogická škola a Střední zdravotnická

škola, Most 
- Střední škola diplomacie a veřejné správy s.r.o. [29]

## Vysoké školy
- Vysoká škola finanční a správní

### Detašovaná pracoviště
- Česká zemědělská univerzita Praha

provozně ekonomická fakulta
- Univerzita Jana Evangelisty Purkyně v Ústí nad Labem

fakulta životního prostředí
fakulta sociálně ekonomická
Ústav zdravotnických studií 
- Vysoká škola Báňská - Technická univerzita Ostrava

hornicko-geologická fakulta 
- Vysoká škola chemicko-technologická v Praze

Výukové a studijní centrum v Mostě-Velebudicích 

## Ostatní organizace
- Centrum celoživotního vzdělávání - konzultační středisko Most
- Dům dětí a mládeže v Mostě
- Kofoedova škola Most (pro osoby bez zaměstnání) [33]